# Simple Muffin
Simple Muffin je česká multižánrová kapela založená roku 2003.

## Historie
Spolužáci z pražského Gymnázia Botičská, Martin Kössl (zpěv), Adam Smetana (bicí) a Tomáš Hála (kytara), se po ukončení středoškolské punkové formace Dokonalý Nesoulad nechali inspirovat tvorbou kapel Red Hot Chili Peppers, Everlast, Rage Against the Machine a společně s basistou Vítem Zimou založili v roce 2003 kapelu Simple Muffin. V začátcích působili především po pražských klubech jako Vagón, Malostranská beseda, XT3, Rock Café, Palác Akropolis, posléze i na festivalech jako Rock for People, Jam Rock a klubech po celé ČR. Kapela také posbírala vítězství v soutěžích Future line nebo v pražském kole globální soutěže GBOB. Oceňována byla především díky energickému pojetí živých vystoupení.
V září roku 2006 vydala první demosnímek „Time To Yop Yop“ obsahující čtyři skladby. V roce 2010 pak kapela vydala plnohodnotnou desku Muffia, kterou natočila ve studiu 3Bees. Deska obsahuje jak taneční písně, tak tvrdé kytarové riffy a od prvního demosnímku přibylo mnohem více popových poloh. Za zvukem, mixem a aranžemi stál producent Jan Balcar.
Hráčské obsazení se v průběhu let změnilo. Již v začátcích kapely převzal pozici kytaristy Honza Vítkovský. V roce 2009 přibyl klávesista - nejdříve Martin Langpaul, kterého nahradil Karel Mareš (ex Prague Conspiracy). Od roku 2018 je na postu klávesisty Mikuláš Čimbura. Dále byla kapela doplněna perkusionistou Cyrilem Hirschem (ex Nukleární Vokurky, Neosound). Bubeníka Adama Smetanu nahradil v roce 2012 David Bartošek, který na konci roku 2014 kapelu opustil, aktuálně na bicí hraje Ondřej Veselý (Bratři).
V roce 2014 kapela zahájila spolupráci s producentem Martinem Ledvinou a nahrává EP s novým materiálem, následující rok 2015 vydává svůj první český klip k songu Korporát. Od vydání tohoto alba se Simple Muffin prezentuje jako kapela kancelářských krys, což potvrzují texty nových písní i pódiová prezentace.
V roce 2019 vychází EP Skupinová terapie v obnovené spolupráci s producentem Janem Balcarem.

## Obsazení
- Martin Kössl – zpěv
- Jan Vítkovský – kytara, zpěv
- Vít Zima – basová kytara
- Mikuláš Čimbura – klávesy
- Cyril Hirsch – perkuse, zpěv
- Ondřej Veselý – bicí

## Diskografie
- 2006 – Time To Yop Yop
- 2010 – Muffia
- 2015 – Krysy Kancelářský
- 2019 – Skupinová terapie